# Banque Gadagne
Pour les articles homonymes, voir Gadagne.
La banque Gadagne est un établissement de crédit florentin qui a joué un rôle important dans les guerres européennes au XVIe siècle. La famille fondatrice a donné son nom à un musée basé dans l'hôtel de Gadagne de Lyon, ville où la compagnie s'était installée et à l'expression « riche comme Gadagne. »

## Histoire
À la fin du XIIIe siècle, les Gadagne sont marchands-banquiers à Florence. Vers la fin du XVe siècle, ils doivent s'exiler, chassés par les Médicis. Leur banque prend la première place des banques lyonnaises sous la direction de Thomas Ier et son frère Olivier.
Cette banque prête au roi François Ier, pour le financement d'une partie de la guerre en Italie. Nombre de prêts furent dirigés par le cardinal de Tournon et leur remboursement est assis sur l'exploitation du sel sur la Saône et le Rhône. 
À la mort de Thomas II, vers 1543, un conseil de tutelle pour ses deux fils (Guillaume et Thomas III) et sa fille mineurs est constitué, qui joue le rôle de conseil d'administration de la Banque Gadagne, avec, pour tuteurs administratifs, Thomas Sertini et Albisse Del Bene.
La banque fut ensuite absorbée par la banque Capponi.